# Белявская, Дора Борисовна
До́ра Бори́совна Беля́вская (1894, Рыльск, Курская губерния — 1986, Москва) — советский вокальный педагог, оперная певица, пианистка, профессор Государственного института театрального искусства имени А. В. Луначарского.

## Биография
Окончила женскую гимназию в Рыльске. Имея талант к музыке, поступила в Киевскую консерваторию на фортепианный факультет. Училась пению у профессора консерватории Гектора Гандольфи. Из-за революционных событий обучение не закончила и вернулась в Рыльск.
Ещё в Киеве начала преподавательскую деятельность, затем продолжила её в родном городе, получив должность учителя музыки в школе. Как исполнитель работала в народном театре. В 1921 году уехала в Москву, чтобы продолжить образование. Поступила в Государственный институт музыкальной драмы (в настоящее время — Российский институт театрального искусства — ГИТИС), в класс пения М. В. Владимировой. Будучи студенткой второго курса, начала преподавать как ассистент Владимировой. Окончила вуз в 1933 году, получила несколько приглашений в театры, но осталась на оперном факультете в качестве преподавателя. Её педагогическая деятельность в ГИТИСе продолжалась до конца жизни — в течение 65 лет.
В годы войны Белявская работала с оперными певцами ленинградского Театра оперы и балета имени С. М. Кирова. В 1951 году перешла на вновь образованный в связи с присоединением к ГИТИСу Московского театрально-музыкального училища имени А. К. Глазунова факультет музыкального театра, на вокальную кафедру. Одновременно преподавала вокал артистам Большого театра, студии Московского художественного академического театра и других московских театров, а также студентам Театрального училища имени М. С. Шепкина. В течение 33 лет преподавала в консерватории.
Для многих вокалистов Белявская оставалась учителем всю жизнь: 25 лет она учила народную артистку РСФСР Елизавету Шумскую, буквально вернула голос и всю оставшуюся жизнь оставалась наставницей народной артистки СССР Татьяны Шмыги. Среди других известных учеников — народные артистки СССР Саодат Кабулова, Ханифа Мавлянова и Лютфия Кабирова, народная артистка Таджикской ССР Шоиста Муллоджанова, народная артистка СССР Марина Ладынина, народный артист РСФСР Владимир Ивановский, народная артистка России Тамара Миансарова, народная артистка СССР Тамара Синявская, народные артисты России Вячеслав Войнаровский и Лидия Давыдова. Всего подготовку у Белявской прошли 54 народных артиста СССР.
Отношение Белявской к своему делу всегда носило характер страстной увлечённости, переходящей в одержимость. Даже в свои 87 лет Дора Борисовна шесть раз в неделю ездила на такси то в ГИТИС, то в Московский театр оперетты. Иначе жизнь казалась ей бессмысленной.
Умерла в 1986 году. Похоронена на Ваганьковском кладбище.

### Семья
- Муж — Никольский Петр Павлович[5].
- Дочь — Никольская (Петрова) Марина Петровна, вокальный педагог[3].